# Ратовиці (Великопольське воєводство)
Ратовиці (пол. Ratowice) — село в Польщі, у гміні Ліпно Лещинського повіту Великопольського воєводства.
Населення — 118 осіб (2011).
У 1975-1998 роках село належало до Лешненського воєводства.

## Демографія
Демографічна структура станом на 31 березня 2011 року:
|          | Загалом | Допрацездатний вік | Працездатний вік | Постпрацездатний вік |
| -------- | ------- | ------------------ | ---------------- | -------------------- |
| Чоловіки | 64      | 12                 | 47               | 5                    |
| Жінки    | 54      | 8                  | 36               | 10                   |
| Разом    | 118     | 20                 | 83               | 15                   |